# Eothyrididae
Famille
Genres de rang inférieur
- † Eothyris
- † Oedaleops (en)

Les Eothyrididae forment une petite famille éteinte de synapsides insectivores très primitifs. Seuls deux genres sont connus, Eothyris et Oedaleops (en), tous deux du Permien inférieur d'Amérique du Nord (Cisuralien, 295 à 290 millions d'années avant notre ère). Leur principal trait distinctif est la grande dent caniniforme sur leur maxillaire supérieur.
Ils partagent avec les Caseidae un certain nombre de traits spécialisés associés à la morphologie du museau et des narines externes, et il est probable qu'ils en sont les ancêtres. Réunis, ces deux groupes forment le clade des Caseasauria.
Les deux genres d'Eothyrididae ont été découverts dans des terrains du Permien inférieur dans ce qui est aujourd'hui l'Amérique du Nord.
Eothyris n'est connu que par un seul crâne ; Oedaleops est connu par trois crânes partiels et quelques fragments des membres. Ces crânes font environ 6 cm de long, ce qui suggère que la longueur totale de l'animal était inférieure à 1 m.
En termes de cladistique, les Eothyrididae sont considérés comme un groupe basal des Caseasauria (les Caseasauria forment un groupe frère des Eupelycosauria à partir desquels ont évolué les thérapsides, ou « reptiles mammaliens »).